# Salamander (ugn)

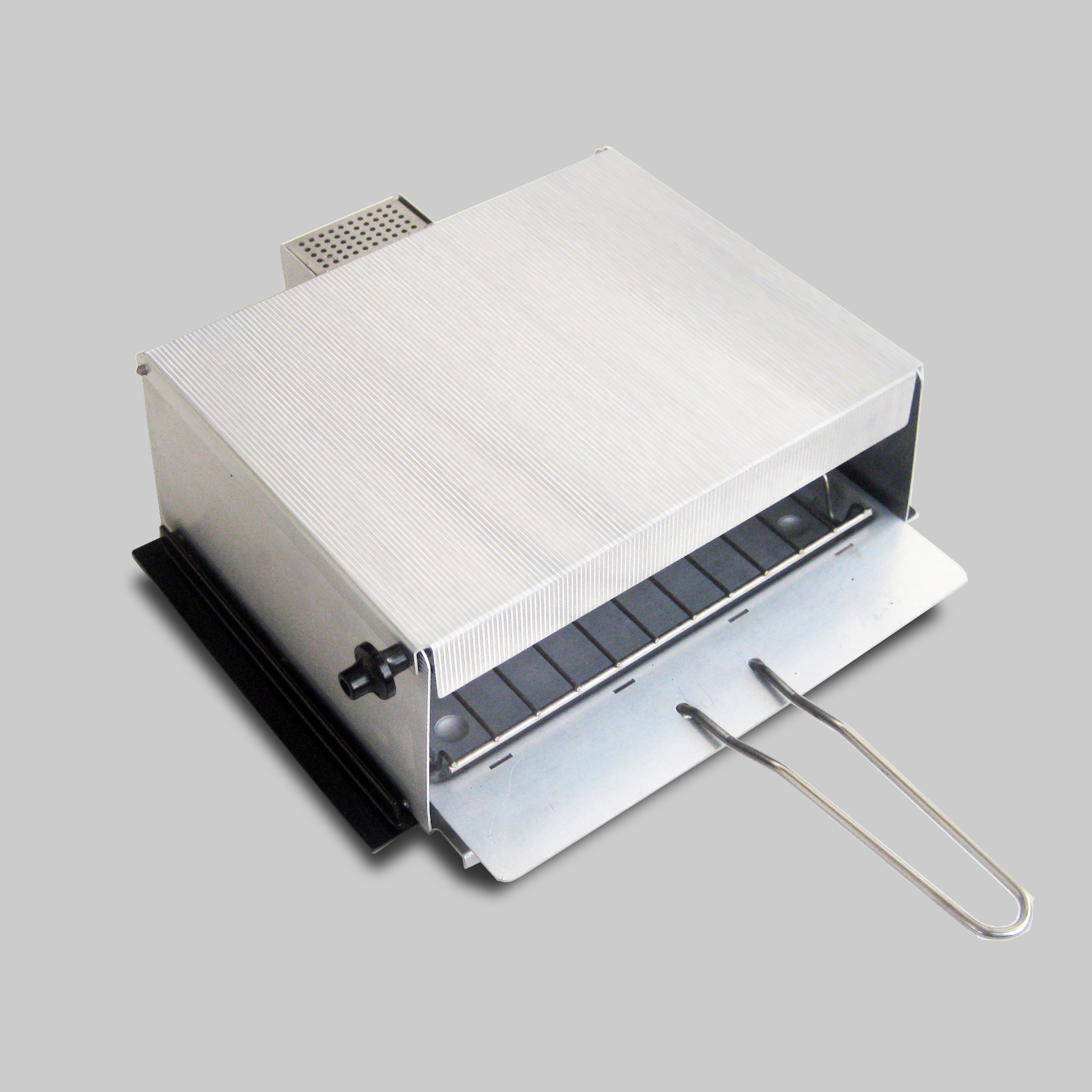

Salamander är en typ av ugn som används, främst i restaurangkök, för att snabbt hetta upp en maträtt på ytan. Ett användningsområde kan till exempel vara att karamellisera ytan på en dessert. Traditionellt var salamandern gaseldad, även om det numera är vanligt med elektrisk drift.
För privat bruk kan salamandern ersättas av en handhållen gasbrännare.